# V.League Top Match 2006 (femminile)
Il V.League Top Match di pallavolo femminile 2006 si è svolto dal 22 al 23 aprile 2006: al torneo hanno partecipato due squadre di club giapponesi e due squadre di club sudcoreane; la vittoria finale è andata per la prima volta alle Hisamitsu Springs.

## Regolamento
La competizione prevede che vi prendano parte 4 squadre: 2 provenienti dalla V-League sudcoreana e due provenienti dalla V.Premier League giapponese. È previsto un round-robin nel quale però non si scontrano le formazioni provenienti dallo stesso campionato. Ogni vittoria vale un punto. Vince la squadra che ottiene più vittorie, ma, in caso di arrivo a pari punti, viene preso in considerazione prima il quoziente punti e poi, eventualmente, il quoziente set.

## Partecipanti
- Hisamitsu Springs
- Pink Spiders
- Pioneer Red Wings
- Korea Expressway

## Torneo

### Risultati
| 22 aprile 2006 Tokyo Metropolitan Gymnasium, Tokyo Durata: ? - Spettatori: ? | Pink Spiders     | X - 3 | Hisamitsu Springs | ? |
| 22 aprile 2006 Tokyo Metropolitan Gymnasium, Tokyo Durata: ? - Spettatori: ? | Korea Expressway | X - 3 | Pioneer Red Wings | ? |
| 23 aprile 2006 Tokyo Metropolitan Gymnasium, Tokyo Durata: ? - Spettatori: ? | Korea Expressway | X - 3 | Hisamitsu Springs | ? |
| 23 aprile 2006 Tokyo Metropolitan Gymnasium, Tokyo Durata: ? - Spettatori: ? | Pink Spiders     | X - 3 | Pioneer Red Wings | ? |

### Classifica
| Pos. | Squadra           | Pt | G | V | P | SV | SP | Ratio | PF | PS | Ratio |
| ---- | ----------------- | -- | - | - | - | -- | -- | ----- | -- | -- | ----- |
| 1.   | Hisamitsu Springs | 2  | 2 | 2 | 0 | -  | -  | -     | -  | -  | -     |
| 2.   | Pioneer Red Wings | 2  | 2 | 2 | 0 | -  | -  | -     | -  | -  | -     |
| 3.   | Pink Spiders      | 0  | 2 | 0 | 2 | -  | -  | -     | -  | -  | -     |
| 4.   | Korea Expressway  | 0  | 2 | 0 | 2 | -  | -  | -     | -  | -  | -     |